# Jürgen Goldschmidt
Jürgen Goldschmidt (* 21. Juni 1961 in Forst (Lausitz)) ist ein deutscher Politiker (FDP) und war von 2007 bis 2015 Bürgermeister der Stadt Forst.

## Leben
Goldschmidt studierte von 1983 bis 1986 Bauingenieurwesen an der Technischen Universität Dresden sowie an der Hochschule für Bauwesen Cottbus und schloss sein Studium als Diplom-Ingenieur (Dipl.-Ing.) ab. Goldschmidt wurde nun wissenschaftlicher Assistent am Lehrstuhl für Straßenbau in Cottbus. Im Jahr 2009 promovierte er mit der Dissertation Management des Stadtumbaus unter Berücksichtigung der städtebaurechtlichen Rahmenbedingungen an der Technischen Universität Berlin zum Doktor der Ingenieurwissenschaften.
Seit 1990 war er technischer Beigeordneter in der Stadt Forst (Lausitz). Daneben war er seit 1994 Erster Beigeordneter der Stadt. Als solcher fungierte er nach der im Oktober 2006 stattgefundenen Abwahl des Bürgermeisters Gerhard Reinfeld (CDU) als amtierender Bürgermeister. Bei der nun stattfindenden Wahl trat Goldschmidt als gemeinsamer Kandidat von CDU und FDP an. Am 18. Februar 2007 setzte sich Goldschmidt in einer Stichwahl gegen den Kandidaten der Linkspartei.PDS durch und wurde zum neuen Bürgermeister von Forst gewählt. Bei der Bürgermeisterwahl 2015 verzichtete Goldschmidt aus gesundheitlichen Gründen auf eine weitere Kandidatur.
Ende Juli 2011 wurde ihm vorgeworfen, in seiner Dissertation unwissenschaftliche Quellen genutzt und teilweise Texte ohne ausreichende Kennzeichnung von anderen Autoren übernommen zu haben. Die Universität prüfte die Vorwürfe und forderte Goldschmidt auf, seine Dissertation im Hinblick auf die Zitierweise zu überarbeiten. Dieser Auflage kam er nicht nach und gab stattdessen seinen Doktorgrad an die TU Berlin zurück.
Goldschmidts älterer Bruder Hartmut Goldschmidt ist habilitierter Internist und Leitender Oberarzt in Heidelberg.

## Schriften
- zusammen mit Olaf Taubenek: Stadtumbau: Rechtsfragen – Management – Finanzierung. Beck, München 2009, ISBN 978-3-406-59633-9.